# Serra Espasa
La Serra Espasa és una serra situada als municipis de Capçanes i Marçà al Priorat, amb una elevació màxima de 349 metres.